# ヘンリー・シムズ
ヘンリー・シムズ (Henry Sims 1990年3月27日 - )は、アメリカ合衆国メリーランド州ボルティモア出身のプロバスケットボール選手。

## 経歴
名門ジョージタウン大学で4年間プレーしたシムズだったが、2012年のNBAドラフトでは指名漏れとなり、同年夏のサマーリーグではシカゴ・ブルズの一員として参加。秋のトレーニングキャンプではニューヨーク・ニックスのキャンプに参加したものの、開幕前に解雇。その後シムズはDリーグでプレーし、2013年にニューオーリンズ・ホーネッツと10日間契約を結ぶも、二度目の契約を結ぶことは出来なかった。
2013-14シーズンはクリーブランド・キャバリアーズと契約。2014年2月20日にスペンサー・ホーズとの交換トレードでフィラデルフィア・76ersに移籍すると状況が一変。シムズはスターターに起用され、加入後は26試合に先発出場し、平均11得点を記録。2014-15シーズンは73試合に出場した。
2015-16シーズン開幕前は、フェニックス・サンズのシーズンキャンプに参加するも、開幕前に解雇。その後はグランドラピッズ・ドライブでプレーし、2016年3月15日にブルックリン・ネッツと10日間契約を結び、その後シーズン終了までプレーした。
2016年9月、ユタ・ジャズと契約するも、シーズン開幕前に解雇され、傘下のソルトレイクシティ・スターズに送られた。

### イタリアでのキャリア(2017-2020)
2017-2018シーズンはヴァノリ・クレモナ、2018-2019シーズンはヴィルトゥス・ローマ、2019-2020シーズンはフォルティトゥード・ボローニャでプレー。

### 韓国でのキャリア
2020年7月8日、KBLに所属する仁川電子ランドエレファンツとの契約が発表された。

### 再びイタリアへ(2021-2022)
2021年2月14日、レガ・バスケット・セリエAとFIBAヨーロッパカップに所属するパラカネストロ・レッジャーナとの契約が発表された。
2021年7月23日、レガ・バスケット・セリエAとバスケットボール・チャンピオンズリーグに所属するウニヴェルソ・トレヴィーゾとの契約が発表された。